# Iseilema minutiflorum
Iseilema minutiflorum là một loài thực vật có hoa trong họ Hòa thảo. Loài này được Jansen mô tả khoa học đầu tiên năm 1953.